# Lae
Lae, Laé o Lahe (en alemán: Preußen-Reede) es la capital provincial de Morobe y la segunda ciudad más poblada de Papúa Nueva Guinea, después de Puerto Moresby. Considerada como el puerto de carga más grande y centro industrial del país. Es conocida como la Ciudad Jardín por sus jardines botánicos de gran belleza.

## Historia
La ciudad nació durante la fiebre del oro ocurrida entre 1920 y 1930. Al igual que numerosas ciudades de Papúa Nueva Guinea, Lae surgió en los alrededores de un aeródromo, el cual ahora está en desuso y ha sido sustituido por el nuevo Lae Nadzab Airport. 
En julio de 1937, Lae saltó a la escena mundial debido a la desaparición de la aviadora americana Amelia Earhart, la cual fue vista por última vez despegando en su camino de vuelta a los Estados Unidos.
Cuando tuvieron lugar una serie de erupciones volcánicas en Rabaul en 1937, se tomó la decisión de trasladar la capital del Territorio de Nueva Guinea a Lae.
La Segunda Guerra Mundial también afectó a la ciudad y en 1942 ésta fue ocupada por el Imperio del Japón. Lae, Rabaul y Salamaua se convirtieron en las principales bases japonesas en Nueva Guinea.
La batalla del mar de Bismarck, en marzo de 1943, se libró debido al intento japonés de reforzar Lae con tropas enviadas por mar desde Rabaul, un intento frustrado por el ataque sostenido de los aliados a los transportes de tropas japoneses. A mediados de 1943, después de las derrotas en la campaña Kokoda Track, batalla de Buna-Gona y batalla de Wau, los japoneses se vieron obligados a replegarse de Lae y Salamaua, que fueron finalmente ocupadas por los australianos. Sin embargo, la considerada invasión de Salamaua-Lae duró varias semanas con feroces combates, antes que la ciudad fuera recuperada por los aliados el 16 de septiembre.
Después de la Segunda Guerra Mundial, la ciudad de Lae se desarrolló mediante plantaciones de café y té y la construcción de un puerto. Más tarde se dio prioridad en el acceso por carretera y la autopista Highlands Highway entró en funcionamiento. Durante el auge minero de la década de 1980 y de 1990 aumentó la importancia de Lae como centro económico.
En 1991, Lae y Port Moresby fueron sedes de los Juegos del Pacífico.

## Geografía
Lae está situada al noroeste del golfo de Huon (mar de Salomón), próxima al delta del río Markham.    

### Clima
Lae tiene un clima de selva tropical según la clasificación climática de Köppen, está más sujeta a la Zona de convergencia intertropical que a los vientos alisios y ciclones ecuatoriales. La temperatura máxima es de 31 °C, y la mínima de 22 °C, con poca variación durante un año típico en la ciudad. La cantidad extraordinaria de precipitaciones promedio se acercan a los 4500 mm.
| Mes                 | Ene | Feb | Mar | Abr | May | Jun | Jul | Ago | Sep | Oct | Nov | Dic | Año  |
| Promedio Mayor (°C) | 31  | 31  | 30  | 30  | 29  | 28  | 27  | 27  | 28  | 29  | 30  | 30  | 29   |
| Promedio Menor (°C) | 23  | 23  | 23  | 23  | 22  | 22  | 22  | 22  | 22  | 22  | 23  | 23  | 22   |
| Precipitación (mm)  | 280 | 230 | 320 | 400 | 410 | 420 | 520 | 520 | 430 | 400 | 320 | 330 | 4630 |

## Demografía
| Gráfica de evolución de Lae entre 1980 y 2011 |
|                                               |

La ciudad de Lae es la segunda más importante de Papúa Nueva Guinea después de la capital, Puerto Moresby. La evolución demográfica de Lae en los últimos años ha resultado negativa, exactamente con un porcentaje de crecimiento anual de -0.68%. Cuenta con una población de 73.918 habitantes (112.000 contando las localidades próximas).

## Ciudades hermanadas
- Cairns – Australia. (1984)
- Dili – Timor Oriental. 2000